# دهستان حسین‌آباد جنوبی
دهستان حسین‌آباد جنوبی نام دهستانی در بخش مرکزی شهرستان سنندج، استان کردستان در ایران است. براساس سرشماری مرکز آمار ایران در سال ۱۳۸۵، جمعیت آن ۷۴۶۷ نفر (۱۷۶۳ خانوار) بوده‌است.